# Adrián San Miguel
Adrián San Miguel del Castillo (Sevilha, 3 de janeiro de 1987) é um futebolista espanhol que atua como goleiro. Atualmente, defende o Betis.

## Carreira

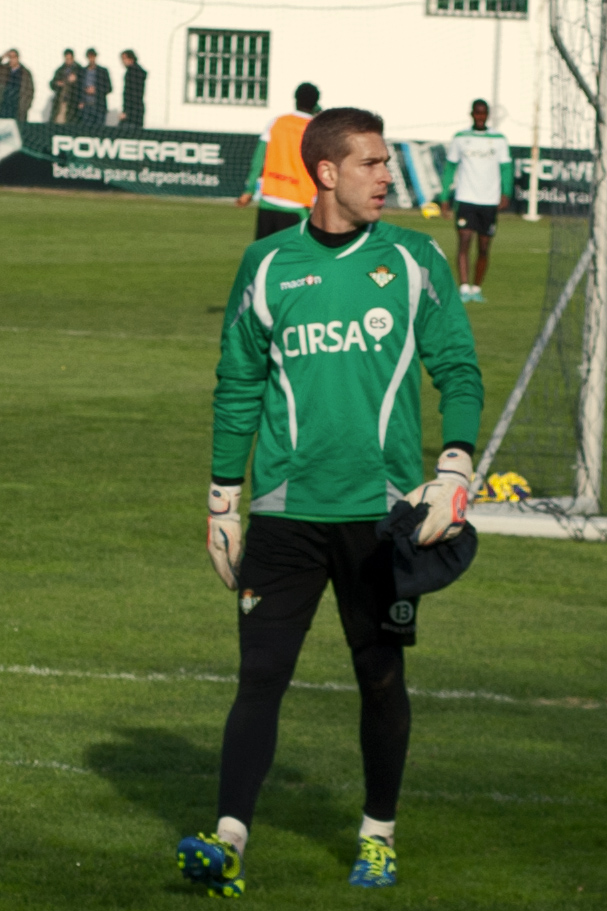
Adrián durante treino pelo Real Betis em 2013

Começou sua carreira como atacante e ponta no CD Altair, equipe do colégio onde estudava, e posteriormente passou a treinar como goleiro no mesmo time. Em 1998, foi para as categorias de base do Betis.
Revezando entre os times C e B, foi emprestado para Alcalá e Utrera em 2008 e 2009, para ganhar mais experiência. Em 2011–12, Adrián foi promovido ao elenco principal do Betis, como terceiro goleiro, em paralelo com suas participações no time B dos Verdiblancos, fazendo sua estreia na primeira divisão espanhola em setembro de 2012, na derrota por 4 a 0 para o Málaga, substituindo o português Salvador Agra depois que o titular, Casto, foi expulso. Em sua única temporada em La Liga, o goleiro disputou 32 jogos e foi um dos destaques do time, que terminou em sétimo lugar e obteve uma vaga na Liga Europa.

### West Ham
Em julho de 2013, o goleiro assinou um contrato de 3 anos com o West Ham United, com opção de renová-lo por mais duas temporadas. A estreia pelos Hammers foi em agosto, contra o Cheltenham Town, pela Copa da Liga Inglesa, e o primeiro jogo na Premier League. Em dezembro, terminou com uma derrota por 3 a 1 para o Manchester United. E em um jogo festivo em 2016, em homenagem a Mark Noble, Adrián fez um gol cruzando todo o campo. E contabilizando jogos da Premier League, da Copa da Liga e da Copa da Inglaterra, Adrián entrou em campo 150 vezes pelo West Ham, antes de perder a titularidade para o polonês Łukasz Fabiański.

### Liverpool
Em agosto de 2019, assinou sem custos com o Liverpool, estreando contra o Norwich City na vitória dos Reds por 4 a 1, substituindo Alisson, que sofrera uma lesão. Na decisão por pênaltis da Supercopa da UEFA contra o Chelsea, defendeu a cobrança de Tammy Abraham e garantiu seu primeiro título na carreira. O espanhol disputou 13 partidas como titular do Liverpool na temporada, sagrando-se campeão nacional em 2019–20 - venceu também, como reserva, a Copa do Mundo de Clubes da FIFA no ano anterior. O ponto baixo de Adrián como jogador dos Reds foi sua atuação no jogo de volta contra o Atlético de Madrid, pelas oitavas-de-final da Liga dos Campeões da UEFA, quando substituiu Alisson (lesionado durante um treino) e falhou no gol de Marcos Llorente, rendendo críticas e até ameaças de morte.

### Retorno ao Betis
No dia 8 de julho de 2024, Adrián regressou ao Betis, assinando um contrato de dois anos.

## Títulos
Liverpool
- Supercopa da UEFA: 2019
- Copa do Mundo de Clubes da FIFA: 2019
- Premier League: 2019–20
- Copa da Liga Inglesa: 2021–22 e 2023–24
- Copa da Inglaterra: 2021–22
- Supercopa da Inglaterra: 2022